# Заузимање Луганска
Заузимање Луганска је резултат ескалације Проруских протеста у Украјини 2014. чиме су започели оружани сукоби у Донбасу паралелно са сукобима у Доњецку.

## Позадина
Током периода Евромајдана, становници Луганске области и њен гувернер Владимир Пристјук подржавали су украјинског председника Виктора Јануковича и његову владу. Ипак, већ 24. новембра 2013. на тргу код споменика Тарасу Шевченку одржан је мали митинг подршке европским интеграцијама, чији су се учесници сукобили са донским козацима из Станиције-Луганске. Присталице европских интеграција су 1. децембра наставиле пикете у центру Луганска под слоганом „Дај оставку Јануковичу!“.
Дана 25. јануара 2014. године у Луганску је на иницијативу Партије региона одржан масовни митинг подршке деловању председника Јануковича. Како се ситуација у Кијеву захуктавала, нестабилност је расла и у региону Луганска. Регионална управа је 27. јануара позвала грађане да формирају јединице за самоодбрану за борбу против „екстремиста“ из редова присталица Евромајдана, који би могли да заузму административне зграде.
22. фебруара, након што је Врховна Рада уклонила Виктора Јануковича са руководства земље, присталице Евромајдана покушале су да упадну у зграду регионалне администрације. Инциденту је претходио окршај присталица Евромајдана и активиста Луганске гарде. Наоружани борци Беркута стигли су на место сукоба. Три особе су задобиле прострелне ране током сукоба.

### Протести на Истоку Украјине

#### Први талас
У Луганску је 1. марта одржан митинг против нове власти на коме је учествовало око 10 хиљада људи. Застава Русије је истакнута над зградом Регионалне државне управе (ОГА).
2. марта је такође одржан митинг који је захтевао усвајање резолуције у којој се наводи да Луганска област не признаје нову владу и сматра да је регионални савет једини легитимни орган, који се обраћа Русији за подршку, а такође захтева забрана „политичких партија и јавних организација профашистичког и неонацистичког убеђења које крше законодавство Украјине“: УНА-УНСО, ВО „Свобода“, СНА, „Десни сектор“, „Тридент“, „Патриот Украјине“, „Бели чекић” и други. Обласни савет Луганска усвојио је ову одлуку и упутио је Врховној ради Украјине. Током митинга, активисти су заузели зграду Регионалног савета.
5. марта одржан је нови вишехиљадни митинг на коме је изабран „народни гувернер Луганске области“ – Александар Харитонов, који је предложио да изабере сопствену владу – Народно веће Луганске области. Одлучено је и да се за 30. март распише народни референдум о федерализацији на основу Закона о локалним референдумима.
9. марта је одржан митинг који је окупио око 3 хиљаде људи под руским заставама захтевајући референдум о самоопредељењу Луганске области. Заплењена је зграда Регионалне државне управе над којом је подигнута руска застава. Гувернер Михаил Болотских, кога су именовале централне власти, био је приморан да напише оставку. До вечери је број демонстраната достигао 10.000.

#### Разбијање антимајдана
Олег Љашко, који је стигао у град, привео је 10. марта једног од организатора проруских протеста, шефа организације Млада гарда, посланика Луганског регионалног савета из Партије региона Арсена Клинчајева. Зграда Луганске обласне државне управе. Љашко и његови милитанти зграбили су Клинчајева право у канцеларији начелника Управе унутрашњих послова Гуславског, везали му лисице и натерали га да се обрати учесницима напада на Луганску обласну државну администрацију са захтевом да напусти зграду. Међутим, увече истог дана Клинчајев је већ био слободан и обећао је Љашку да ће следећи пут добити метак у чело. Дана 11. марта, Клинчајев је приведен и одведен у истражни притвор од стране сада званичних службеника СБУ. Дана 13. марта, СБУ је такође привела Александра Харитонова.
22. марта одржан је масовни митинг. Људи су држали постере „Јанукович је наш председник“, „Ми нисмо титушки. Ми смо народ“, „Не шовинизму“. У ноћи са 29. на 30. март шаторски камп против Мајдана напале су непознате особе. Град је уништен, активисти Луганске гарде су претучени, неколико људи је хоспитализовано.

#### Други талас протеста
30. марта у Луганску у центру града одржан је велики проруски митинг на коме се окупило око 10 хиљада људи. Учесници акције са заставама Руске Федерације, плакатима „Украјина је Русија“, „Европа је Содома и Гомора“, „Руски је државни језик“ успут су скандирали „Луганск, устани!“, „Русија!“, „Украјина је Русија“. Активисти су дошли из различитих делова града; Према речима организатора, ово даје праву представу о броју присталица идеје о федерализацији земље и придруживању Русији у Луганску. Демонстранти су тражили да посланици свих нивоа признају централну владу и гувернера Луганске области као незаконите, противили су се снижавању социјалних стандарда, тражили ослобађање Арсена Клинчајева и Александра Харитонова.

## Почетак сукоба

### Преузимање државних институција
Одељење СБУ у области Луганск објавило је 5. априла хапшење 15 активиста који су „планирали да преузму власт у региону“. Према извештају, заплењено је 300 јуришних пушака, 1 противтенковски бацач граната, 5 пиштоља, велики број граната, молотовљевих коктела, значајна количина глатке цеви и оштрице.
Дана 6. априла, после још једног митинга на тргу, око хиљаду учесника је заузело зграду СБУ у Луганску под заставама Руске Федерације, Ваздушно-десантних снага, Ратне морнарице Русије, тражећи ослобађање ухапшених активиста „Војска Југоистока“. Упркос испуњењу захтева демонстраната — приведени су пуштени дан раније — напад на зграду СБУ је настављен. Након заузимања објекта, отворена је оружарница и почела је подела оружја, укључујући и оно одузето дан раније. Саопштено је да му је генерал Александар Петрулевич, кога је Турчинов поставио за начелника одељења СБУ 10. марта, дозволио да узме оружје и издао панцире (касније је тврдио да није дао кључ од оружарница и отворена је „специјалним секачем“ без њега).
Проруски активисти су 7. априла блокирали Совјетску улицу испред зграде СБУ заплењене дан раније са барикадама грађевинског отпада, аутомобилских гума и бодљикаве жице. Полиција града је стављена у приправност, саобраћајна полиција блокирала путеве ка центру града. Уједињени штаб Југоисточног отпора налазио се у најзахваћенијој згради СБУ. Активисти су од украјинских власти захтевали ослобађање свих политичких затвореника, укључујући вођу „луганске гарде” Александра Харитонова и заменика регионалног савета Арсена Клинчајева, амнестију свих „силовика” умешаних у догађаје на Мајдану, као и одржавање референдума о самоопредељењу региона у Луганској области. Такође је наведено да ће се, ако власти не испуне ове захтеве, формирати „Парламент Луганске Републике“.
У граду Красни Луч, мештани (око 25 људи) организовали су своје постове поред саобраћајне полиције како би спречили улазак јединица Националне гарде и бораца Десног сектора у регион. У Рубижну су мештани пикетирали одељење градске полиције како би спречили слање локалних полицајаца у Луганск и спречили могуће крвопролиће. Био је и митинг у Антрациту.
У Луганску су се 8. и 9. априла не само јавни активисти, већ и родитељи и блиски рођаци припадника јединице окупили на капији оба војна кампа локалног пука унутрашњих трупа. Главни захтев грађана био је да се спречи укључивање људства у било какве војне операције против мирних демонстраната. Команда јединице уверавала је грађане да су војници у јединици и да неће нигде отићи осим на предвиђену пратњу. Ујутро 9. априла излази су деблокирани, али у близини остаје јавна пошта која прати кретање војне опреме.
Дана 10. априла, у близини града Ровенки, локални становници су блокирали пут како би спречили украјинску војну технику да уђе у Луганск. Према речима једног од демонстраната, војска је напустила Дебаљцево и кренула ка Луганску. На путу је створена јавна пошта која прати кретање аутомобила.
Заједнички штаб Југоисточне војске поставио је 11. априла ултиматум Луганском регионалном савету: да у наредних 10 сати сазове хитну (ванредну) седницу на којој су посланици дужни да прогласе државни суверенитет. Луганске Народне Републике и у року од 10 дана одржати референдум са два питања: 1. Ви сте „за“ улазак Луганске Народне Републике у састав Руске Федерације? 2. Да ли сте „за“ улазак Луганске Народне Републике у Украјину? Штаб Југоисточне армије одлучио је да се оружје преда само оним властима које су на референдуму изабрали грађани Луганске области.
Проруски активисти су 14. априла одржали митинг код зграде Луганске обласне државне администрације. Олексиј Чмуленко, члан координационог савета Луганске области, пренео је губернатору региона захтеве демонстраната: да признају нелегитимност нових украјинских власти, да признају постојање „народног покрета“ као легално, и да ослободи ухапшене проруске активисте. Рок за извршење ултиматума је 16. април. Према писању медија, око стотину побуњеника остало је у згради СБУ.
Дана 16. априла најављено је „уједињавање“ југоисточних региона у Федерацију југоистока Украјине, на челу са привременим председником Анатолијем Визиром, који је раније био председник Апелационог суда Луганске области, према резултатима. селекторске анкете. Такође је најављено да ће се Доњецка и Луганска народна армија (самоодбрана) ујединити у Националну армију Југоистока и прелазак привреде Југоистока Украјине на руску рубљу. Самопроглашени председник се одмах обратио за помоћ Руској Федерацији и увео устав из 1996. године и ванредно стање на територији „Федерације југоистока Украјине“ „да заштити становништво од бандеровских неофашиста“.
Дана 21. априла на народном скупу Валериј Болотов је изабран за народног гувернера области.
Јулија Тимошенко је 24. априла дошла у Луганск да преговара са СБУ заузела зграду. Такође, преговоре са проруским активистима водио је градоначелник града Сергеј Кравченко.
27. априла, на редовном митингу, у име Координационог народног већа проглашена је Луганска Народна Република.

### Антитерористичка операција и ескалација у рат

#### Заробљавање Регионалне државне управе и тужилаштва
Дана 29. априла, након истека ултиматума који је упућен властима, проруски активисти су испунили обећање и кренули у акцију. Колона од неколико хиљада људи кренула је у центар града и заузела зграду подручне управе и тужилаштва, као и Управе унутрашњих послова и телевизијске куће ЛОТ. Службеници реда су добили „животни ходник“, а они су добровољно напустили зграду коју су активисти запленили. Полицајци су ставили Георгијевске траке и прешли на страну демонстраната. После преговора са активистима, начелник регионалног одељења Министарства унутрашњих послова је написао оставку.

## Последице

### Проширење географије кретања
Група бораца Југоисточне армије извршила је 26. априла препад на град Стаханов, где је блокирала ГОВД и одржала митинг са окупљеним становништвом, позивајући их да подрже устанак.
Стотине локалног становништва, присталица референдума о самоопредељењу региона, дошло је 29. априла у зграду Окружног већа Станично-Луганска и захтевало да председавајући поднесе оставку. Овај услов је одобрен.
30. априла у зграду градског већа Алчевска ушло је око 30 противника званичне власти, а на улици је остало још око 150-200 присталица. Са зграде је уклоњена застава Украјине, а неколико сати касније на јарбол је подигнута руска застава. Руководство Градског већа је остало на својим пословима и наставило да ради.
3. маја, неколико камиона са козацима из Козачке националне гарде стигло је у град Антрацит, преузело контролу над градским већем, подигло заставу Донских козака и почело да окупља добровољце.

#### Референдум о самоопредељењу
Дана 12. маја, у складу са резултатима референдума од 11. маја о самоопредељењу Луганске Народне Републике и на основу декларације о независности од 28. априла 2014. године, проглашен је државни суверенитет Луганске Народне Републике.

#### Напад на Лугански гранични одред
У ноћи 2. јуна око 100 наоружаних људи стигло је у штаб Луганског граничног одреда и настанило се око територије базе. Први напад малокалибарским оружјем почео је око 4 сата ујутро и трајао је око 40 минута. Граничари су успели да одбију напад. Тешке борбе су настављене током целог дана. Трећег јуна ситуација је била мирнија, али су побуњеници наставили да опседају базу. Према речима представника граничне службе, међу опсадницима је било и козака.
Одељење државне граничне службе је 4. јуна објавило премештај запослених из Луганска. Побуњеници су запленили муницију у згради и дозволили граничарима да оду.

#### Борбе код Луганска
После заузимања града Шчастја (14. јуна), украјинска војска се са севера приближила Луганску. 17. јуна 2014. године избиле су жестоке борбе у селу Металист, где су страдали руски новинари. Повстанцы заявили о трех уничтоженных танках противника. Побуњеници су пријавили три уништена непријатељска тенка. Поступала информация о захвате поселка Металлист украинскими военными. Украјинска страна је потврдила извештаје о 4 убијена на својој страни. Постојале су информације о заузимању села Металист од стране украјинске војске
Побуњеници су 14. јуна оборили војни транспортни авион ИЛ-76 који је припадао украјинским оружаним снагама на аеродрому у Луганску. Према званичним подацима, у њему је погинуло 49 војника Оружаних снага Украјине.
Дана 18. јуна закључено је примирје за размену и сахрану тела погинулих.